# Ligre
El ligre es un animal híbrido que se creó a partir de cruzar un león y una tigresa, este extraño cruce normalmente es artificial.
Su aspecto es el de un felino gigantesco dorado con rayas que no son claras y a veces hereda la melena de su padre, igual que los leones, 
Su nombre científico es  Panthera ligris. Hay quienes a la hembra del ligre la llaman legresa o ligresa.

## Historia

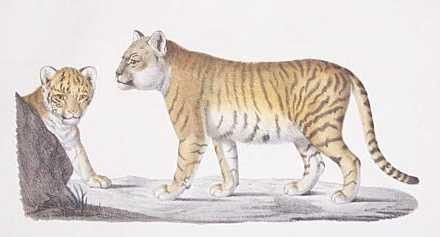
Dibujo de dos ligres, de 1799.

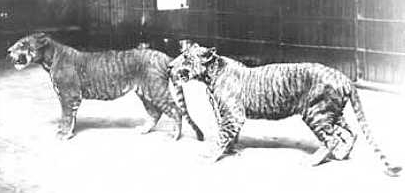
Dos ligres, fotografiados en 1904.

Es precisamente la acción del ser humano la responsable de que existan los ligres. Aunque antiguamente coexistieron en Persia, India, China y probablemente en Beringia; los hábitos de sus progenitores son muy diferentes (predominantemente diurno y al descubierto el león, más nocturno y forestal el tigre), lo que hacía improbable su cruce natural.

## Tamaño

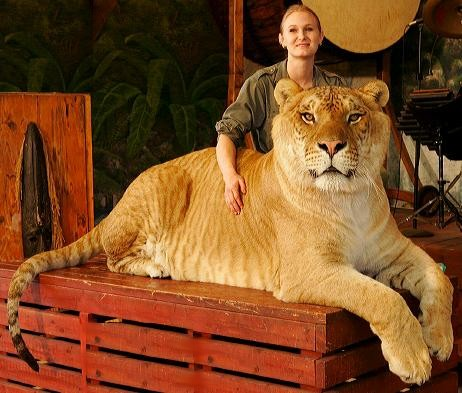
Un ligre en cuerpo entero, junto a su cuidadora.

El ligre macho usualmente llega a medir hasta 3.50 m de largo sin contar la cola, y a pesar hasta 400 kg, con lo que posee un tamaño mayor que su padre (león, panthera leo)  Mientras las hembras alcanzan los 320 kg o menos y los 2.50 m de longitud.
Su tamaño se explica porque el gen inhibidor del crecimiento se transmite por vía materna en los leones y paterna en los tigres, por lo que el ligre no hereda ningún gen de este tipo. Las patas y cola, por el contrario, son cortas en relación con el cuerpo, ya que sí dejan de crecer; por ello, es posible que los ligres machos más ancianos lleguen a quedar impedidos para caminar, al no poder sostener su propio peso.
El caso opuesto se da con el híbrido inverso, el tigón (también llamado tigrón o tigral). Este cruce entre tigre y leona produce un animal más pequeño y estilizado, con patas y cola largas, que le dan un aspecto menos corpulento, es decir, poco imponente. Es por ello mucho menos abundante que el ligre, ya que este es buscado activamente por circos y, en menor medida, por zoológicos.

## Fertilidad

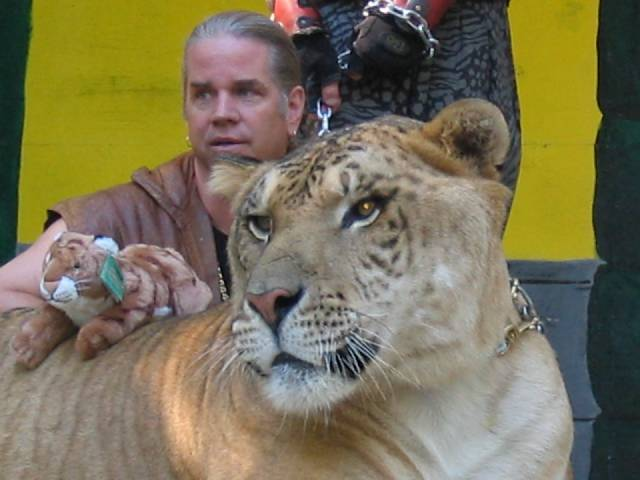
Hércules el ligre y su entrenador.

Muchos de los animales híbridos generados entre especies diferentes nacen estériles, pero hembras de los ligres, las cuales pueden ser fértiles en algunos casos, y han llegado a aparearse con tigres para producir una descendencia denominada ti-ligre, o con un león, resultando un li-ligre. El primer liligre nació en Rusia en agosto de 2012. Algunos machos llegan a ser fértiles